# Ambeon
Ambeon é um dos projetos do multi-instrumentalista Arjen Anthony Lucassen, formado apenas por ele e pela vocalista Astrid van der Veen, que tinha apenas 14 anos quando gravou o único álbum do projeto, "Fate of a Dreamer" (Destino de um Sonhador). O nome do projeto é um Portmanteau das palavras "Ambient" (ambiente) e Ayreon, outro projeto de Arjen. As músicas do álbum são basicamente remixagens de várias músicas do Ayreon.

## Formação
- Astrid Van Der Veen (Vocais & Backing Vocals)
- Arjen Lucassen (Guitarras, Violões, Teclados & Samples)
- Stephen Van Haestregt (Percussão & Bateria acústicas e eletrônicas)
- Walter Latupeirissa (Baixo & Baixo fretless)

## Discografia
- Fate of a Dreamer (2001)